# Azar Nafisi
Azar Nafisi (en persa: آذر نفیسی), 1 de diciembre de 1955) es una académica iraní y autora de éxito; residente en Estados Unidos desde 1997, año en que emigró de Irán. Es especialista en literatura en lengua inglesa. Su libro Reading Lolita in Tehran: A Memoir in Books, publicado en 2003, fue traducido a 32 lenguas y estuvo 117 semanas en la lista de suerventas del New York Times (New York Times Bestseller list) y obtuvo numerosos premios literarios, entre ellos el Non-fiction Book of the Year Award (2004) de Book Sense, y el europeo Persian Golden Lioness Award de literatura. En 2008 publicó una autobiografía, Things I've been silent about: memories of a prodigal daughter, en torno al impacto que han tenido sobre toda su vida las relaciones con sus padres (una madre fría y malhumorada, un padre cariñoso y amigable) y las décadas de agitación política en Irán, incluida la encarcelación del padre durante el reinado del Sha bajo falsas acusaciones de irregularidades financieras.
Nafisi ha ostentado el cargo de profesora invitada y conferenciante en el Foreign Policy Institute de la School of Advanced International Studies (SAIS), de la Johns Hopkins University, y ha sido miembro de la Junta Directiva de Freedom House.

## Biografía
Azar Nafisi es hija de Ahmad Nafisi, que fue el alcalde más joven de Teherán (1961–1963).[cita requerida]
En 1979 Nafisi regresó a Irán, donde enseñó Literatura inglesa durante un breve período en la Universidad de Teherán. Después de la revolución iraní de 1979 y el posterior ascenso al poder del Ayatollah Jomeini, Nafisi se impacientó rápidamente a causa de las restrictivas normas impuestas a las mujeres por los nuevos dirigentes de su país. Habló entonces de la libertad que consideraba que las mujeres de algunos países dan por sentadas, y que ahora las mujeres de Irán habían perdido, puesto que las autoridades jomeinistas habían promulgado leyes que coartaban los derechos de la mujer.
En 1995 declaró que ya no podía enseñar Literatura inglesa adecuadamente sin atraer el escrutinio de las autoridades académicas, de modo que dejó su puesto en la universidad e invitó a siete de sus alumnas mujeres a asistir a reuniones periódicas en su casa, cada jueves por la mañana. Allí estudiaban obras literarias, incluidas algunas consideradas polémicas por la sociedad iraní postrevolucionaria, como Lolita y Madame Bovary. También les hablaba de novelas de F. Scott Fitzgerald, Henry James y Jane Austen, intentando entenderlas e interpretarlas desde un punto de vista iraní moderno. 
Cuando en 2003 un periodista le preguntó si «alguna vez, cuando vivía usted en Irán, pensó que le hubiera gustado la idea de un cambio de régimen implementado por fuerzas extranjeras», Nafisi afirmó: «Algunos iraníes estaban tan desesperados que hubieran deseado la entrada de poderes extranjeros, pero/ yo no pensaba así [...] en Irán, no creo que necesitáramos la intervención extranjera en ningún momento.»
Nafisi abandonó Irán el 24 de junio de 1997 y se fue a vivir a Estados Unidos, donde escribió Reading Lolita in Tehran: A Memoir in Books, un libro en el que describe sus experiencias como mujer laica que vive y trabaja en la República Islámica de Irán. En el libro declara: «Me marché de Irán, pero Irán no me ha abandonado.»
Nafisi ha ostentado el cargo de profesora invitada y conferenciante en el Foreign Policy Institute de la School of Advanced International Studies (SAIS) de la Johns Hopkins University, en Washington D. C. y ha formado parte de la Junta Directiva de Freedom House, una organización no gubernamental (ONG) de Estados Unidos que realiza estudios y actividades en defensa de la democracia.

## Algunas publicaciones
- Nafisi, Azar. "Images of Women in Classical Persian Literature and the Contemporary Iranian Novel." En The Eye of the Storm: Women in Post-Revolutionary Iran. Ed. Mahnaz Afkhami y Erika Friedl. Nueva York: Syracuse University Press, 1994. 115-130.
- "Anti-Terra: A Critical Study of Vladimir Nabokov’s Novels" (1994).
- Nafisi, Azar. "Imagination as Subversion: Narrative as a Tool of Civic Awareness." En Muslim Women and the Politics of Participation. Ed. Mahnaz Afkhami y Erika Friedl. Nueva York: Syracuse University Press, 1997. 58-71.
- "Tales of Subversion: Women Challenging Fundamentalism in the Islamic Republic of Iran." En Religious Fundamentalisms and the Human Rights of Women (1999).
- Reading Lolita in Tehran (2003). Publicado en español como Leer Lolita en Teherán (El Aleph, 2008)
- Nafisi, Azar. 2010 (2008). Things I've been silent about. Random House Trade Paperbacks (primera edición 2008). Publicado en español como Cosas que he callado (Duomo, 2010)